# Músculo cricoaritenóideo posterior
O músculo cricoaritenoideo posterior é um músculo da laringe. Inserta na metade inferior da superfície posterior da lâmina cricóide. A partir dai as suas fibras são dirigidas para o aspecto do processo de póstero-muscular de cartllago aritenóide. Triângulo com base inferior, é grossa e potente.